# Parque nacional del Monte Ilgaz
 El Parque Nacional del Monte Ilgaz ( en turco: Ilgaz Dağı Milli Parkı ) es un área protegida establecida el 2 de junio de 1976 y ubicada en las montañas Ilgaz en la frontera entre la provincia de Kastamonu y la provincia de Çankırı en la región occidental del Mar Negro de Turquía. Los recursos naturales y su potencial para actividades recreativas son los principales valores del parque nacional, que se extiende sobre un área de 742.38 ha.

## Geología
La región del Monte Ilgaz, que se encuentra en la zona transitoria desde el centro de Anatolia hasta el norte de Anatolia, está formada en general por serpentinita, esquisto y roca volcánica. También hay ejemplos interesantes en la región con respecto a la formación de montañas. La fractura geológica más larga y activa de Turquía, la Falla de Anatolia del Norte, atraviesa el pie sur del Monte Ilgaz. Toda la región presenta valles, pendientes y picos de diferentes características.

## Geografía

Posición geográfica del río Gökırmak y el arroyo Devrez alrededor de las Montañas Ilgaz

El parque nacional se encuentra en las Montañas Ilgaz, una cadena montañosa en la región occidental del Mar Negro. El río Gökırmak bordea las montañas por el norte y el aroyo Creek por el sur, formando el límite hidrográfico entre las dos cuencas. El río Gökırmak nace en las laderas del norte de las Montañas Ilgaz, y discurre en dirección oeste-este desembocando en el río Kızılırmak, siendo uno de sus principales afluentes. El arroyo Devrez sigue la Falla de Anatolia del Norte desembocando también en el río Kızılırmak en el este.
Los picos más altos en la cadena son:  
- Büyükhacettepe con 2.587 m
- Küçükhacettepe con 2.546  m
- Çeþtepe con 2.394 m
- y el monte Karataş con 2.380 m

Las crestas de las Montañas de Ilgaz se extienden alrededor de 23 km en dirección oeste-este.

## Clima
La temperatura media anual en el parque nacional es de 9.8 °C. Enero es el mes más frío con una temperatura promedio de −0.8 °C, mientras que el mes más cálido es julio con 20 °C, seguido de agosto con 19.7 °C.  
Según la estación meteorológica en Kastamonu, la precipitación anual promedio es de 486 mm. En las partes bajas del parque nacional así como en los valles, la precipitación es de aproximadamente 400 mm y en los picos de las montañas de alrededor de 1.200mmm.  
La precipitación es más alta en primavera y principios de verano. Las laderas orientadas al norte de las regiones más altas reciben relativamente más lluvia. El clima de Antolia central provoca nevadas durante unos seis meses con un espesor total de nieve de aproximadamente 1 m en las pendientes.

## Ecosistema

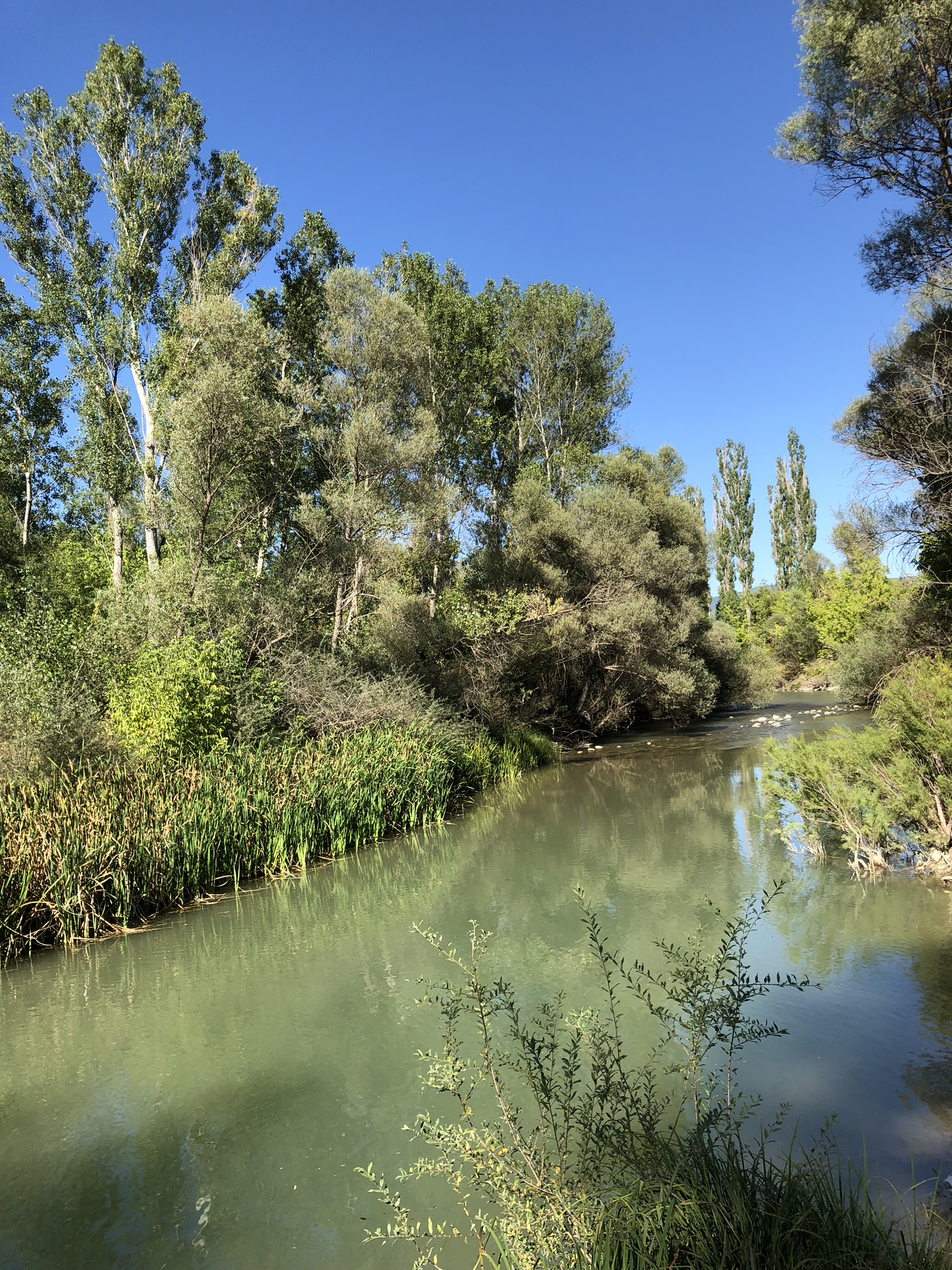
Vista de un río del Parque.

Gracias a la ubicación del parque nacional en la región transitoria entre Anatolia Central y la Región del Mar Negro, el parque nacional tiene un rico ecosistema de flora y fauna.
Flora
Los bosques, que cubren el 81,7% de la superficie total, son el grupo principal de vegetación que se encuentra en el parque nacional, consistiendo en bosque, sotobosque y pradera alpina. Las zonas de baja altitud de las laderas del norte están generalmente cubiertas de bosques de roble de Turquía ( Quercus cerris ), pino negro europeo ( Pinus nigra ) y abeto ( Abies ). A altitudes de 1.000 m, el carpe ( Carpinus ) y el haya (Fagus) se vuelven dominantes, acompañados de algunas otras  plantas caducifolias. En elevaciones más altas, a  1.500 m y superiores existen bosques puros o mixtos de pino turco ( Pinus brutia) y de pino silvestre ( Pinus sylvestris ). Esta zona es rica en la flora endémica que se puede encontrar en el norte de Turquía. La zona alpina a partir de 2. 000  es extremadamente rica y consiste en vegetación rara y endémica formada por arbustos enanos. En las cumbre de Küçükhacettepe y Büyükhacettepe, que son los picos más altos, se encuentran numerosos taxones raros y endémicos.
Fauna
Alrededor y en las Montañas Ilgaz se cree que se encuentran unas 30 especies de mamíferos. Las corrientes abundantes y durante todo el año, así como la rica vegetación, permiten condiciones bien adaptadas para el hábitat de la fauna, como ciervos ( Cervidae ), corzos ( Capreolus capreolus ), jabalí ( Sus scrofa ), lobo gris ( Canis lupus). ), oso pardo ( Ursus arctos ), zorro rojo ( Vulpes vulpes ), gato montés ( Felis silvestris ), lince, marta de pino europeo ( Martes martes ), garduña ( Martes foina ), comadreja, conejo, ardilla, erizo, topo, murciélago, tejón europeo ( Meles meles ) y nutria europea ( Lutra lutra ). Los estudios han mostrado la existencia de 617 taxones en y alrededor del parque nacional.

## Ocio

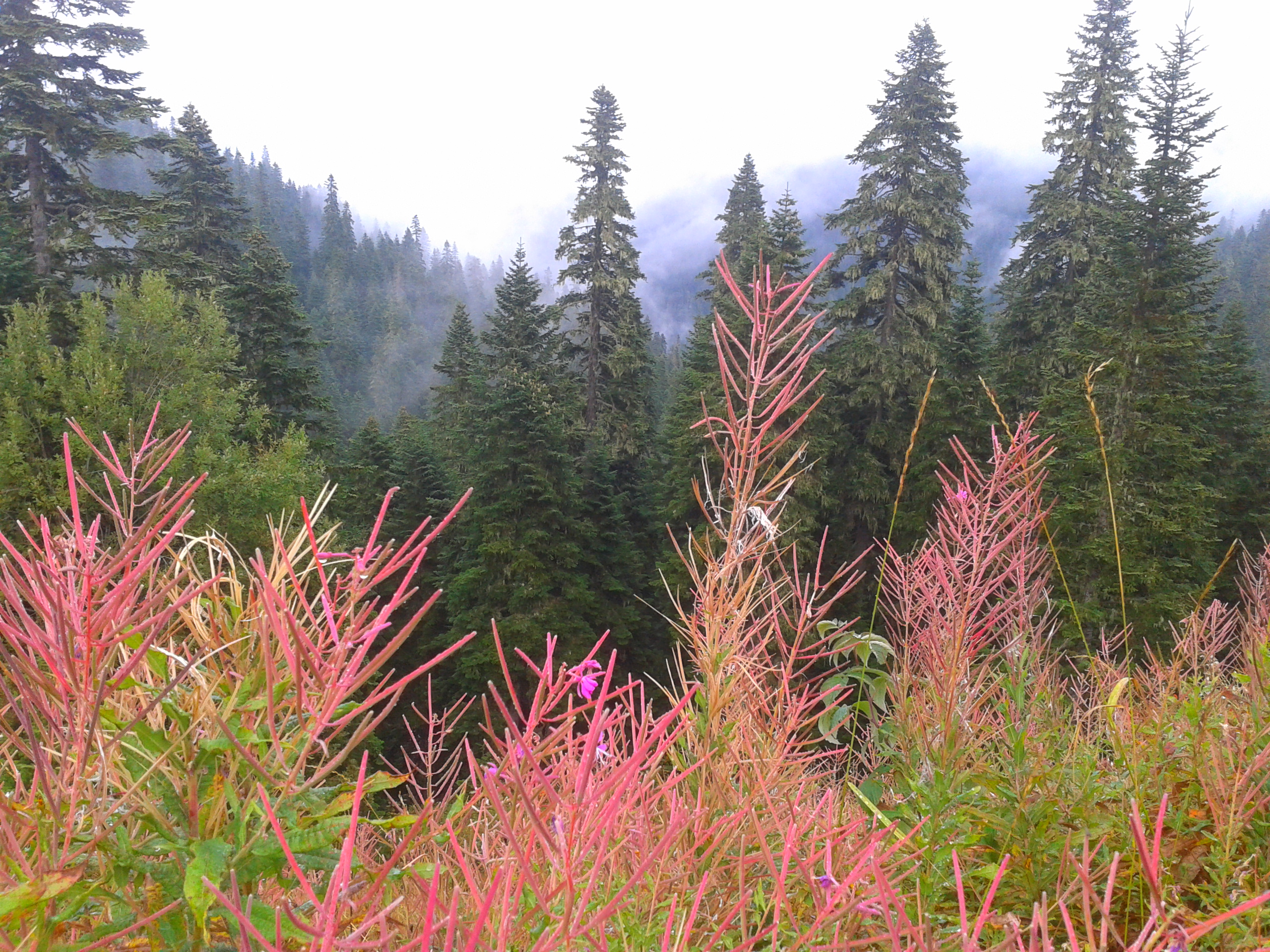
Bosques de pinos en el Parque nacional del Monte Ilgaz.

El Parque Nacional del Monte Ilgaz ofrece oportunidades para diversos deportes al aire libre, como senderismo, camping y caravaning, así como actividades diarias. Es posible pescar en estanques ubicados en el arroyo Karasu en el valle de Baldıran entre el 15 de junio y el 15 de septiembre. Los visitantes también pueden comprar truchas durante todo el año en criaderos de peces en la misma zona.
Otra característica importante del parque nacional es su potencial para los deportes de invierno, que se realizan en el sitio desde la década de 1990. La estación de esquí atrae a visitantes de Estambul y Ankara. La estación de esquí más cercana a Ankara está situada en el parque nacional, es la estación llamada "Ankara Konağı" ("Alojamientos Ankara"). La estación de esquí de Ilgaz, establecida oficialmente en 1997, tiene una pista de esquí disponible de 800 m, con un telesilla y un telesquí, cada uno de 1.500 m de largo.